# Lasiochira pallidiptera
Lasiochira pallidiptera is een vlinder uit de familie sikkelmotten (Oecophoridae). De wetenschappelijke naam van de soort is voor het eerst geldig gepubliceerd in 2014 door A.H. Yin, Shu-xia Wang & Kyu-Tek Park.

## Type
- holotype: "male, 11−12.VII.2000, leg. Peak, Kim, Kim & Ko. genitalia slide No. YAH13043"
- instituut: KNA, Seoul, Korea
- typelocatie: "Korea, Gyeongbuk Province, Yeoncheon-gun, Mt. Godae-san"